# У Не Він
У Не Він (Не Він, при народженні Шу Маун, 24 травня 1911 або 10 липня 1910 — 5 грудня 2002) — бірманський державний і політичний діяч, генерал, лідер Бірми з 1962 до 1988.

## Життєпис

### Молоді роки
Походив з родини землевласників і чиновників. Старший син У По Кха, податкового інспектора, і До Мі Лей. Народився у невеликому містечку Паундалі округу Пром, за 300 км на північний захід від Рангуна, отримавши ім'я Шу Маун (Зіниця ока). Якийсь час прожив послушником у буддійському монастирі, отримавши початкові уявлення про буддизм. Подальшу освіту він продовжив у середній школі Паундалі. Юнаком додав до свого імені приставку Ко.
У червні 1929 року вступає до Рангунського університету на природне відділення. який закінчив 1931 року. Втім оскільки не склав випускний іспит з біології, то мрія стати лікарем виявилася нездійсненою. Шу Маун спробував займатися підприємництвом, намагається налагодити торгівлю деревним вугіллям, проте зазнав невдачі. Довелося влаштуватися на пошту.
Під впливом стрийка Такіна Н'ї долучається до революційної організації «Добама Асіайон» («Наша Бірма»). Займається видання й розповсюдження газет. Невдовзі долучився до правого крила — фракції Ба Сейна — Тун Оука (в подальшому відома як Народно-революційна партія). Восени 1940 року Шу Маун звільняється з пошти і, щоб уникнути арешту, тимчасово їде на батьківщину, в Паундалі.

### На службі Японії
1941 року в групі молодих активістів відправляється до Японії з метою пройти військову підготовку. Тут намітився його конфлікт з Аун Саном. У жовтні за рішенням японського командування разом з іншими бірманцями перебирається до Бангкоку, а у грудні вступає до Армії незалежності Бірми, взявши нове ім'я Не Він (Променисте Сонце) з додатком Бо (офіцер).
2 лютого 1942 року Бо Не Він на чолі передової групи після довгих днів переходу по джунглях прибув до Рангуну. Невдовзі очолив дивізію, що брала участь проти британців в провінції Аракан. Влітку 1942 року японці розпустили Армію незалежності Бірми, створивши замість неї Армію оборони Бірми на чолі з Аун Саном. 1 серпня того ж року японцями проголошується незалежність Бірми, що мала суто формальний характер. Армія оборони Бірми перетворюється на Національну армію Бірми на чолі із Бо Не Віном, що отримав звання полковника, а генерал Аун Сан стає міністром оборони.
У серпні 1944 року Бо НЕ Він приєднався до Антифашистської ліги народної свободи на чолі із Аун Саном. У березні 1945 року брав активну участь в антияпонському повстання, зайнявши 1 травня Рангун, символічно випередивши на 2 доби британців. У вересні 1945 року Бо НЕ Він брав участь у зустрічі керівництва Ліги з верховним командувачем Луїсом Маунтбеттеном в м.Канді (Шрі-Ланка), де було домовлено про розпуск Національної армії Бірми, включення її загонів до британської колоніальної армії. Бо Не Він отримав під командування 4-й батальйон і звання майора.
В наступні роки брав участь у боротьбі з бандитизмом, характерним для повоєнного часу. У листопаді 1946 року стає підполковником, у жовтні 1947 року — полковником. В цей час здійснив повну бірманізацію батальйону.
1947 року після загибелі Аун Сана підтримав У Ну, спікера Установчих зборів кандидатом на керівника Виконавчої ради (фактично тимчасового уряду країни). У грудні Не Він призначається на посаду командувача військового округу в Північній Бірмі зі штаб-квартирою в місті Меймьо та присуджується звання бригадного генерала.

### На чолі збройних сил
4 січня 1948 року Бірма офіційно проголошується незалежною державою і невдовзі опиняється у ситуації громадянської війни. Збройну боротьбу проти уряду ведуть комуністи, що зайшли в підпілля, загони повстанців-каренів (представників найбільшої національної меншини), інші сепаратисти. Спостерігається хитання в армії, перехід цілих підрозділів на бік бунтівників. Не Вина терміново переводять до Рангуну, де 1 серпня призначають заступником начальника Генерального штабу. Незабаром йому надається звання генерал-майора.
1 лютого 1949 року Не Він призначається головнокомандувачем збройних сил і начальником Генштабу зі званням генерал-лейтенант. Йому також підпорядковується поліція. 1 квітня стає заступником прем'єр-міністра, міністром оборони та внутрішніх справ, зберігаючи при цьому за собою посади командувача та начальника Генерального штабу. Спираючись на авторитет серед військових, він зіграв значну роль у стабілізації ситуації в країні. У липні того ж року відвідав Велику Британію. де отримав позику на закупівлю озброєння, а також домовився про навчання у Великій Британії бірманських офіцерів.
У 1950 році після стабілізації ситуації у державі Не Він йде з посади заступника прем'єр-міністра.1951 року на північ Бірми увійшли рештки армії Гоміньдану. Лише наприкінці 1952 року Не Він завдав поразки 12-тисячній армії китайців. Втім остаточно гоміньданців було вигнано влітку 1954 року.
При цьому багато зусиль він докладав налагодження системи військової освіти. Відкрито військову академію, штабний коледж, військовий інститут іноземних мов. Для того, щоб стримувати суперництво між командуванням різних родів військ, У Не Він засновує посади трьох заступників начальника Генерального штабу — для армії, авіації та флоту. Також підтримував тісні стосунки з У Ба Све, який обіймав посаду міністра оборони.
Внаслідок урядової кризи у червня 1958 року, відбувся розкол в Антифашистській лізі народної свободи на Чисту і Стабільну ліги. Першу очолив У Ну, іншу — У Ба Све. За пропозицією У Ну Не Він з жовтня 1958 по квітень 1960 очолював тимчасовий уряд. Фактичну владу в цей час перебрали військові. До всіх департаментів призначалися старші офіцери-куратори, без узгодження з якими не приймалося жодне рішення. На місцях створювалися військові ради безпеки. Армія безпосередньо залучалася до економічної діяльності та боротьбу з корупцією з державному апараті. 1959 року підписує з Китайською Народною республікою Договір про дружбу та ненапад.
У лютому 1960 року на парламентських виборах переміг У Ну, що очолював Союну партію (нащадка Чистої ліги). Невдовзі держава поринула у кризу, оскільки національні автономії вимагали більшої самостійності, а народи шан і карени стали планувати оголошення незалежності (це право вони отримали за Конституцією 1947 року).

### Правитель Бірми
2 березня 1962 року під приводом захисту країни від розпаду У Не він здійснив державний заколот, наказавши арештувати У Ну. За цим було скасовано Конституцію й розпущено парламент, влада передавалася новим органам — Революційній раді (отримала прізвисько Уряд Четвертого батальйону) та Революційному уряді, які очолив У Не Він. 30 квітня оприлюднив політичну декларацію «Бірманський шлях до соціалізму», що містила програму переходу країни до соціалізму. 4 липня утворюється Партія бірманської соціалістичної програми. 6 липня зброєю наказав придушити студентські заворушення, після чого наказав зруйнувати будівлю студентського союзу Рангунського університету.
Протягом 1963 року У Не Він оголосив націоналізацію нафтової промисловості й банків, Корпорація економічного розвитку, заклади торгівлі Інституту збройних сил. Водночас було знищено опозицію в складі Революційної ради на чолі із Аун Чжі, яка виступала проти прискореної націоналізації. У 1964 році оголошено монополізацію державою зовнішньої та внутрішньої торгівлі, вилучено з обігу великих купюр, власникам поверталася лише частина їхнього номіналу. Того ж року розпущено усі політичні партії. Також скасовано закон, за яким буддизм оголошувався офіційною релігією.
До 1966 року націоналізовано великі компанії іноземного та національного приватного капіталу, копальні, більшість підприємств обробної промисловості, транспортні агенції, страхові компанії, друкарні, газети, школи, лікарні, кінотеатри і навіть магазини та лавки. Результатом стала значна дезорганізація господарського життя, уповільнення темпів економічного зростання.
У зовнішній політиці обрав курс на самоізоляцію, відмовивши продовжувати участь у Русі неприєднання. Водночас його турбувала культурна революція в Китаї, гасла якої взяли бірманські комуністи-повстанці. Разом з тим дотримувався дружніх відносин з КНР, до 1980 року відвідав 6 разів цю державу.
1968 року було завдано поразок комуністичним повстанцям, яких підтримувала КНР. У 1969 року дозволяє У Ну виїхати в Індію для лікування та паломництва до святинь буддизму. За кордоном той намагається організувати широку коаліцію для боротьби з режимом Не Віна, але без успіху.
Затвердження однопартійної системи завершилося в червні — липні 1971 проведенням I з'їзду Партії бірманської соціалістичної програми, що перетворювалася на масову партію. Під її егідою діяли так звані класові та масові організації: робітників, селян, молоді, кооператорів, ветеранів, літераторів тощо.
У квітні 1972 року разом з 20 військовиками, які обіймали вищі посади у Революційні раді, уряді та ЦК Партії бірманської соціалістичної програми (ПБСП), йде у відставку. Відтоді його стали звати У НЕ Він, де У (почесне додавання на кшталт «пана»). 3 січня 1974 року впроваджується нова Конституція, за якою країна стала зватися Соціалістична республіка Бірманський Союз (СРБС), а ПБСП єдиною партією держави. Невдовзі пройшли вибори до парламенту (Народних зборів), де практично усі місця зайняли представники Партії бірманської соціалістичної програми. У НЕ Він став президентом СРБС і головою Державної ради (уряду).
У грудні 1974 року під час похорону колишнього генерального секретаря ООН У Тана (соратника У Ну) спалахнули масові студентські заворушення, що мали антиурядовий характер. У відповідь в столичній області майже на 2 роки було запроваджено воєнний стан, зачинялися вищі навчальні заклади. 1975 і 1976 року відбулися нові антиурядові виступи. Влітку 1976 року було викрито змову начальника Генерального штаба Тін У.
1977 року на III з'їзді Партії бірманської соціалістичної програми виступив за активне залучення іноземної допомоги та створення змішаних підприємств за участю іноземного капіталу. Також оновлюється склад ЦК партії, з якої виключається низку державних діячів, зокрема прем'єр-міністра У Сейн Віна. В результаті завдяки залученню іноземного капіталу та деякої лібералізації підходів до приватного сектору прискорився економічний розвиток. 1979 року за рішення Не Віна Бірма залишила Рух неприєднання.
У травні 1980 року у Рангуні відбувся I Загальнобірманський буддійський собор. Він ухвалив рішення про створення єдиної організаційної структури сангхі під егідою держави, про обов'язкову реєстрацію її членів. Внаслідок цього У Не Він взяв контроль над буддистською організацією, чого він домагався з 1960-х років. На честь успішного завершення Собору розпочинається будівництво величного буддійського храму Маха Візайя (Велика перемога). Невдовзі У Не він оголосив амністію повстанцям і та політичним в'язням, якою скористалися 2 і 5тис. осіб відповідно.
З 1980 року починається курс на впровадження ідей націоналізму. 1982 року з ініціативи У Не Віна ухвалюється Закон про громадянство, який закріплює пріоритети корінних мешканців Бірми над особами іноземного походження, насамперед з Індостану.
1981 року йде з посади президента, але залишає за собою посаду голови керуючої партії. 1983 року у відповідь на теракт в Рангуні, влаштований північнокорейськими спецслужбами проти делегації Республіки Корея У Не Він наказав розірвати дипломатичні стосунки з КНДР. У в середині країни внаслідок погіршення економічної ситуації починається проводитися лібералізація на селі.
Влітку 1988 року почалися потужні антиурядові виступи. Під їх тиском 23 липня У Не Він йде з посади голови Партії бірманської соціалістичної програми, але зумів домогтися обрання президентом найближчого прихильника Сейн Лвіна. Втім ця та інші спроби зберегти фактичну владу не дали результату. Невдовзі лідером спротиву стала Аун Сан Су Чжі.
Втім армія залишалася вірною У Не Віну. 18 вересня 1988 року відбувся державний заколот, внаслідок чого владу зосередила Державна рада з відновлення законності та порядку, яка скасувала Конституцію 1974 року. Бірму очолив генерал Со Маунг. який відкрито заявив, що радиться з державних питань з У Не Віном.
Значний вплив на політичні процеси зберігав до 1995 року. Помер У Не Він в 2002 року.